# Pyang Mbik
Pyang Mbik is een bestuurslaag in het regentschap Lebong van de provincie Bengkulu, Indonesië. Pyang Mbik telt 743 inwoners (volkstelling 2010).